# Feria Internacional del Cómic de El Provencio
La Feria Internacional del Cómic de El Provencio un evento de historieta que se celebra anualmente en la localidad conquense de El Provencio desde 2011. Lo organiza la Asociación Cultural Progreso Provenciano, siendo dirigida por el ilustrador José Manuel Triguero, con el patrocinio del Ayuntamiento de El Provencio y la Diputación de Cuenca.

## Historia
El 30 de julio de 2011 se celebra en El Provencio la 1ª Feria del Cómic, siendo uno de los primeros eventos que se celebran en Cuenca alrededor de la historieta. Creada por la Asociación Progreso Provenciano en un intento por activar la industria en la zona y revitalizar la presencia del 9º arte en la comarca. El evento se llevó a cabo en el Hotel Rural Juype Tierrallana, y contaba con la presencia de autores invitados como Bruno redondo o Salva Espín.
El 4 de agosto de 2012 se celebra la segunda edición de la feria. En esta ocasión se traslada al Mercado municipal con Salva Espín, Joaquín Sanjuan, Jero, Alberto Aguado como artistas invitados entre otro. En esta edición empieza a tener cabida las sesiones de formación o masterclass para los asistentes, y la mesas de debate sobre la industria del cómic en Castilla-La Mancha.

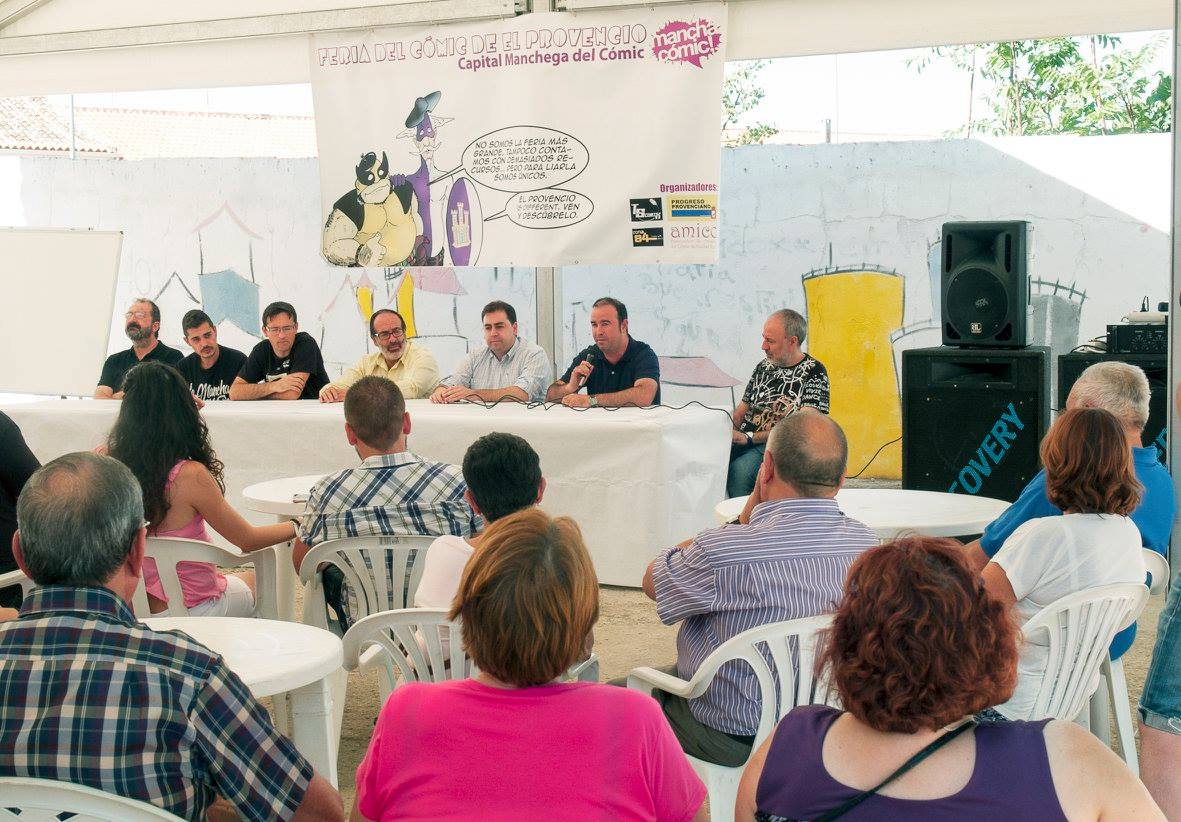
Inauguración VII Feria Cómic

El 2 de agosto de 2013, la tercera edición se realiza en la sede de la Asociación de Empresarios de El Provencio UNICO, y se realizan 15 exposiciones repartidas en diferentes lugares de El Provencio. Además se presenta el futuro acuerdo con la Universidad de Castilla-La Mancha (UCLM) para que aumente las posibilidades de formar a jóvenes estudiantes en el mundo del cómic.
El 1 de agosto de 2014, la IV Feria Internacional del Cómic de El Provencio, ‘Manchacómic’, se extiende a Ciudad Real gracias a la colaboración de la Asociación de Amigos del Cómic de la provincia. En esta edición participan grandes conocidos del cómic como Rafael López Espí, Bruno Redondo, Raúl Cimas, Salva Espín o Mateo Guerrero. Como hecho relevante, se impulsar un proyecto en colaboración con el IDEC (Instituto de Estudios Conquenses) para relanzar el cómic como herramienta pedagógica mediante la elaboración de una serie de cómics dedicados a explicar la historia de la provincia. El primero de ellos se llamó ‘El día más triste’ y se centraba en el relato del saqueo que sufrió la ciudad de Cuenca por parte de las tropas carlistas.
El 24 de julio de 2015 llegaría la V Feria del Cómic de El Provencio, que vuelve a celebrarse con el apoyo del Ayuntamiento de El Provencio en el Mercado Municipal. Como nuevos invitados se contó con Raul Salazar de El Jueves y la presentación del libro Romasanta de Jero.

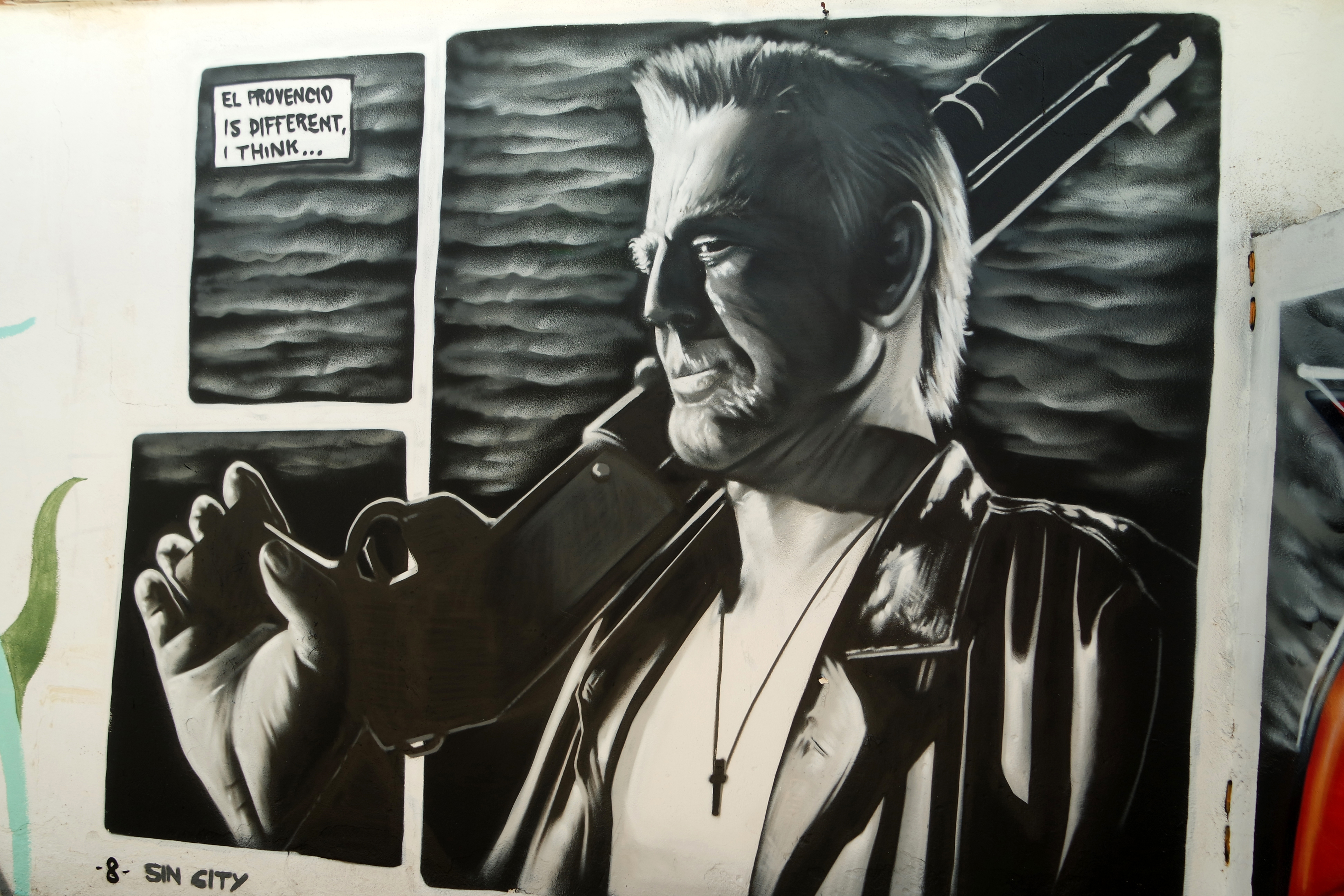
Mural de Arte Urbano de Comic Wall

El 22 de julio de 2016, la VI Feria del Cómic de El Provencio contó por primera vez con la colaboración del Museo del Humor de Casasimarro. Como novedad se crea un mural de arte urbano que representaba a modo de caricatura las costumbres del pueblo.
El 22 de julio de 2017  llegaría la VII Feria del Cómic de El Provencio, con Salva Espín (dibujante de Deadpool), Aneke (Red Sonja, de la editorial Dynamite), Sergio Dávila (dibujante de Conan el bárbaro), el editor americano Greg Lockard o Isabel Bas (dibujante de la mítica revista TBO). La feria se une con la Asociación Mancha Colors para crear un evento de muralismo que reúnió grandes muralistas internacionales que dejaron su arte en varios espacios de El Provencio como el Mercado Municipal, el parque o el paseo del Záncara.